# Wolga-Seilbahn Nischni Nowgorod

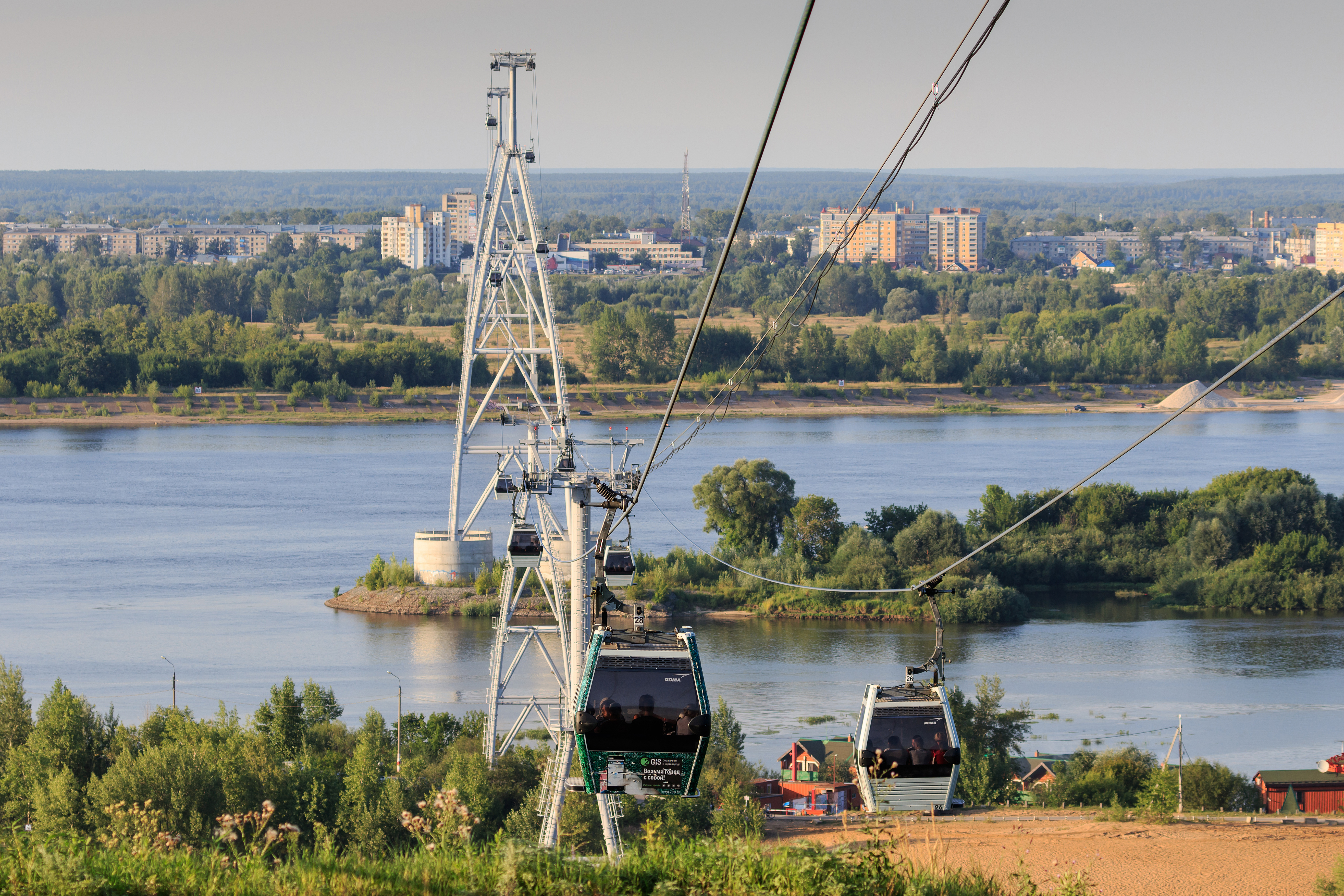
Ansicht von Nischni Nowgorod aus

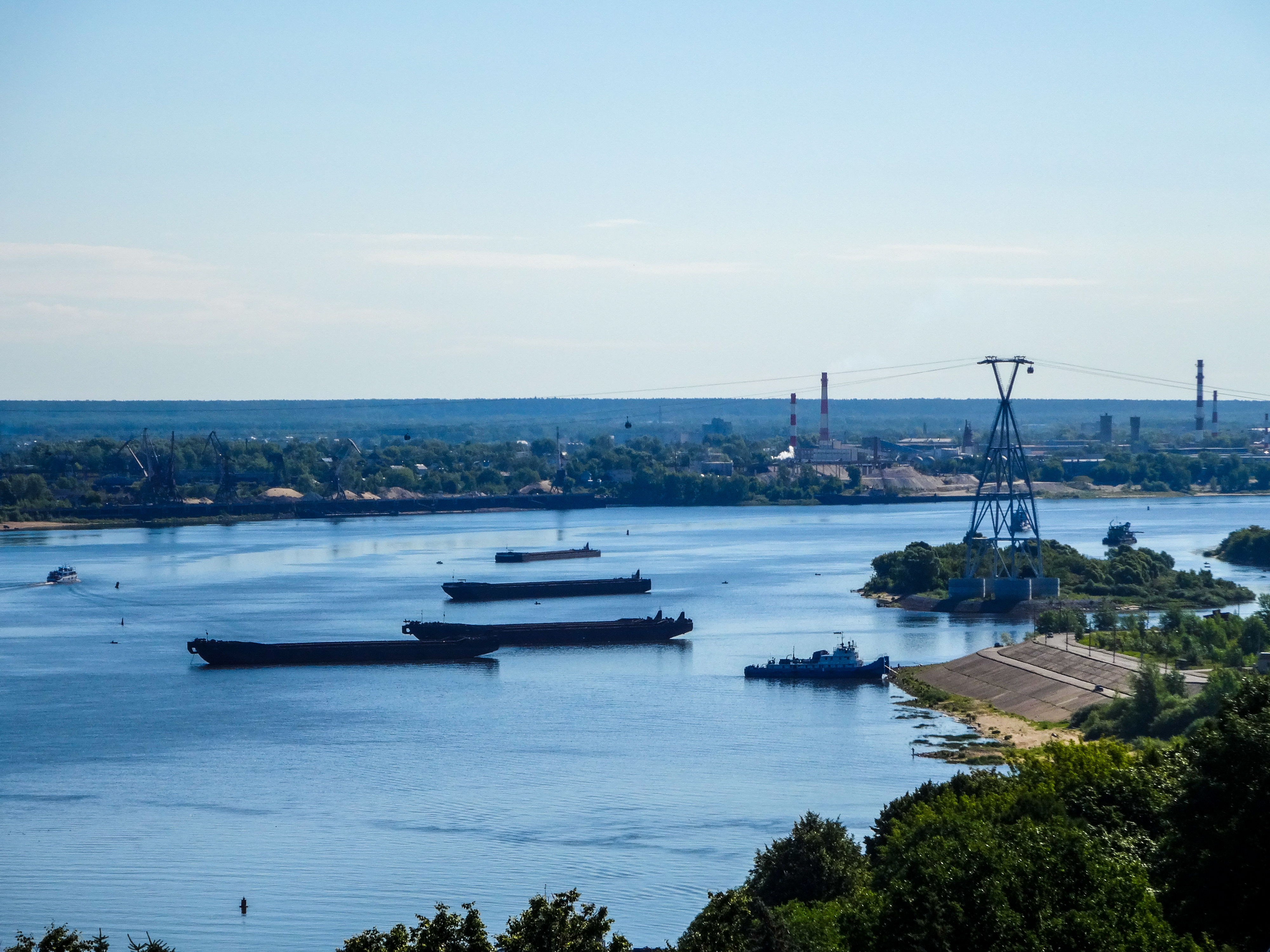
Blick auf die Wolga und die Seilbahn. Juli 2014

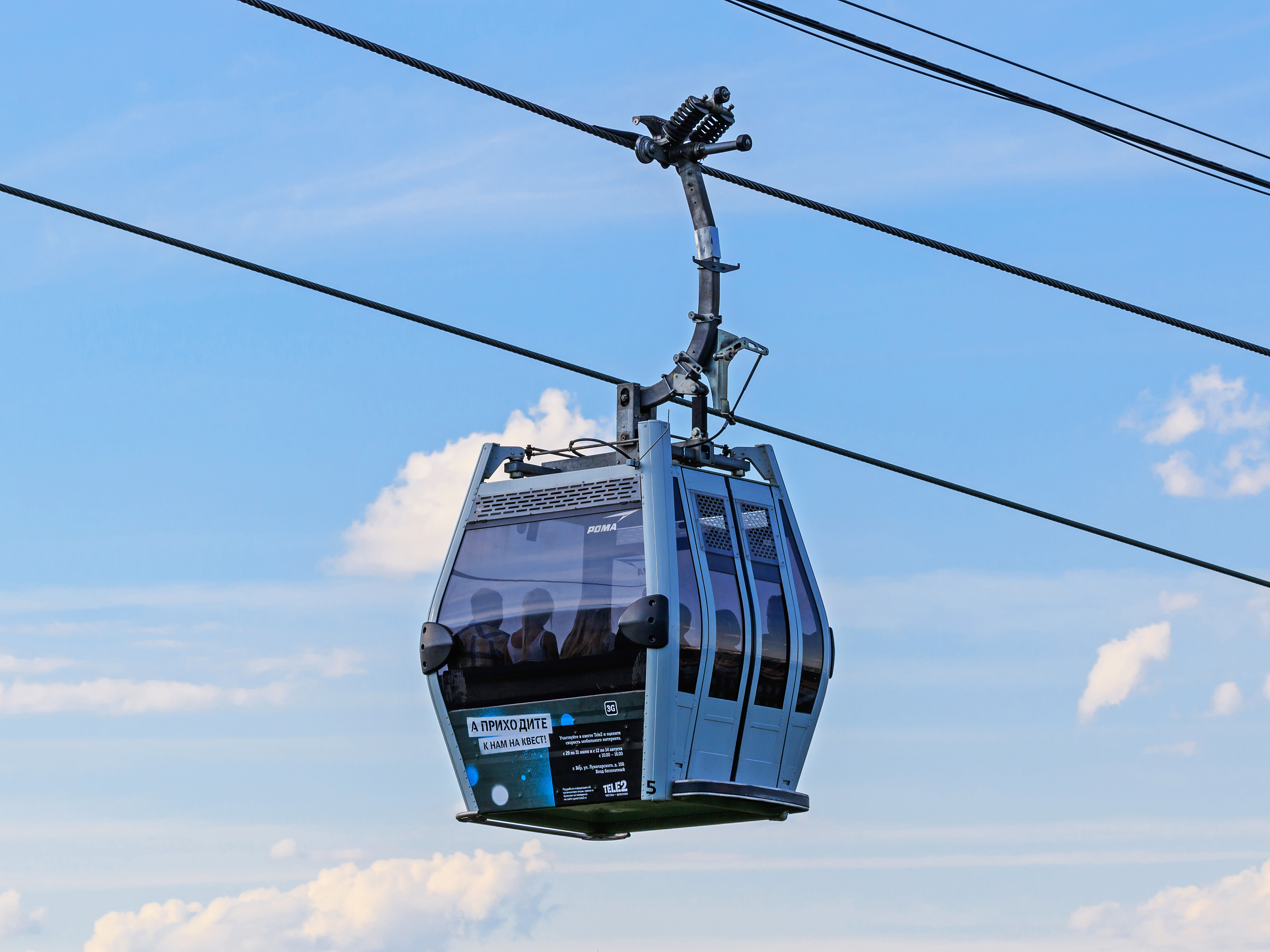
Eine der Gondeln

Die Wolga-Seilbahn Nischni Nowgorod (russisch Нижегородская канатная дорога) ist eine Luftseilbahn, die Nischni Nowgorod mit dem auf der anderen Seite der Wolga liegenden Vorort Bor verbindet. Sie ist die erste Luftseilbahn Russlands im Öffentlichen Personennahverkehr.
Viele Beschäftigte der Industriebetriebe von Bor leben in Nischni Nowgorod. Die Straßen- und Eisenbahnverbindungen zwischen den beiden Städten führen über die beiden einzigen Wolgabrücken rund 7 km weiter flussaufwärts und sind 24 km lang. Im Berufsverkehr bedeutet dies eine Fahrt von jeweils zwei Stunden.

## Beschreibung

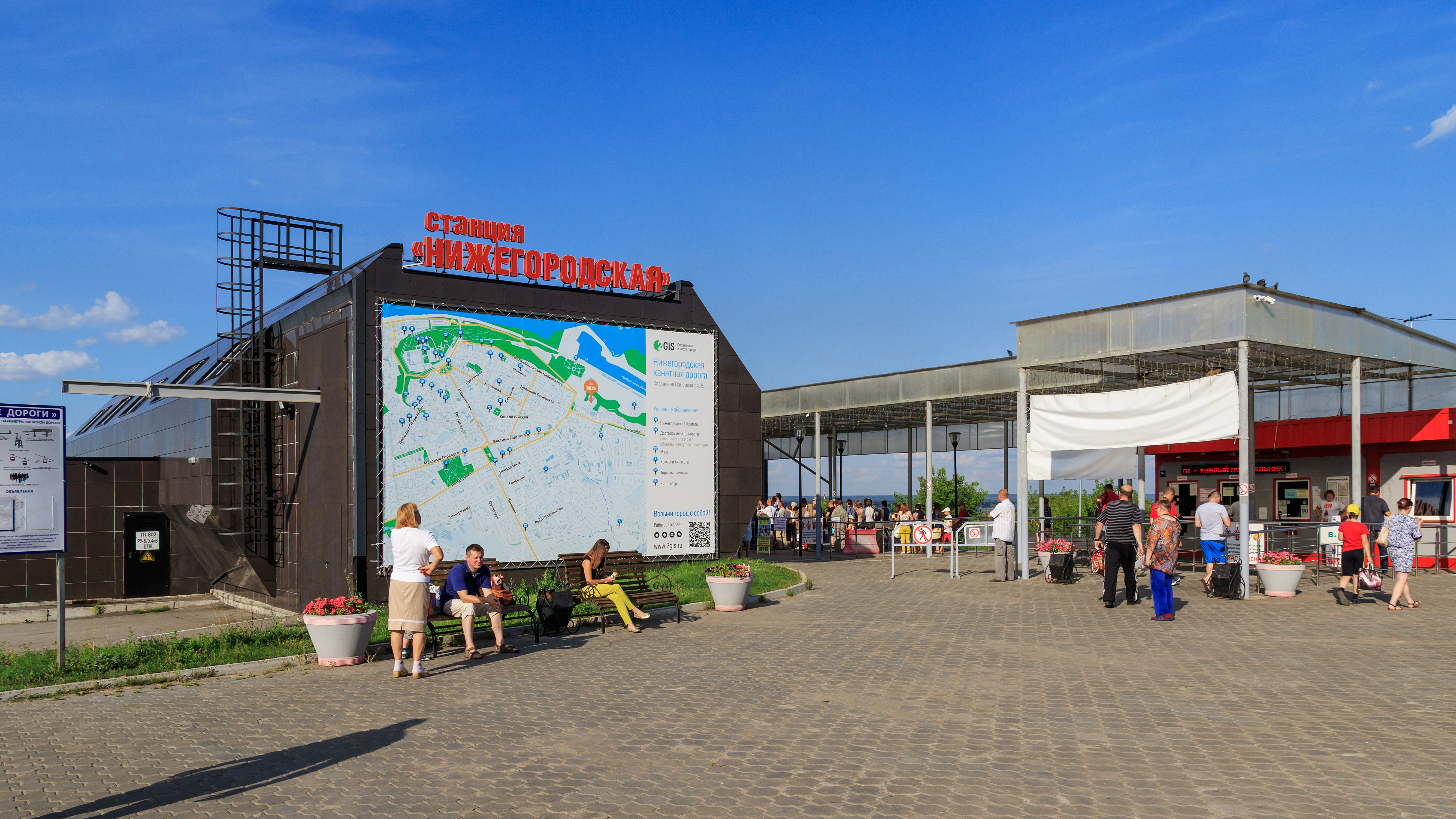
Station Nischni Nowgorod

Die 3661 m lange Gondelbahn beginnt in Nischni Nowgorod am Hochufer der Wolga in unmittelbarer Nähe einer Busstation. Sie überquert zunächst mit zwei Stützen den Grebnoy Kanal. Von dort steigt sie über einen Seitenarm der Wolga hinweg zur ersten von zwei 82 m hohen Stützen, die auf vier mächtigen Betonfundamenten auf einer oft überfluteten Insel steht. Von dort schwebt sie in einem 900 m langen Spannfeld über den Hauptstrom zu der zweiten hohen Stütze auf dem anderen Ufer. Anschließend überqueren die Gondeln noch die etwa 1,6 km weiten Flussauen bis zu der am Stadtrand an einer der großen Straßen der Stadt liegenden Station Bor.
Die Fahrt mit den acht Personen fassenden Gondeln dauert 12 bis 25 Minuten. Die Gondeln sind mit Beleuchtung und Funkverbindung ausgestattet. Die Betriebszeiten sind wochentags von 6:45 bis 21:00 Uhr (am Freitag und Samstag bis 22 Uhr) und von 9:00 bis 22:00 Uhr an Sonn- und Feiertagen. Jeweils am Montag und Donnerstag gibt es eine Unterbrechung von 10:45 bis 13:00 Uhr zur Durchführung von Wartungsarbeiten. Im Winter fährt die Gondelbahn bis zu Temperaturen von minus 30 °C.
Die am 9. Februar 2012 eröffnete Gondelbahn hatte ursprünglich 28 Kabinen, die inzwischen plangemäß auf 56 Kabinen erweitert wurden. Sie hat damit eine Leistungsfähigkeit von 1000 Personen pro Stunde und Richtung. Im Februar 2013 wurde der Millionste Passagier gezählt.
Die Kosten für ein Ticket in einer Richtung betragen 100 Rubel, was ungefähr 1,00 Euro entspricht.

## Technische Einzelheiten
Die von POMA gebaute Gondelbahn ist eine kuppelbare Einseilumlaufbahn mit einem 54 mm starken Förderseil und 56 Kabinen vom Typ MULTIX 8. Sie hat insgesamt zehn Stützen, darunter die beiden 82 m hohen Stützen an der Wolga, mit denen eine Durchfahrtshöhe für die Schifffahrt von 19 m, nach anderen Angaben von 23 m sichergestellt wird. Die Fahrgeschwindigkeit beträgt maximal 10 m/s (36 km/h).

## Streckenverlauf

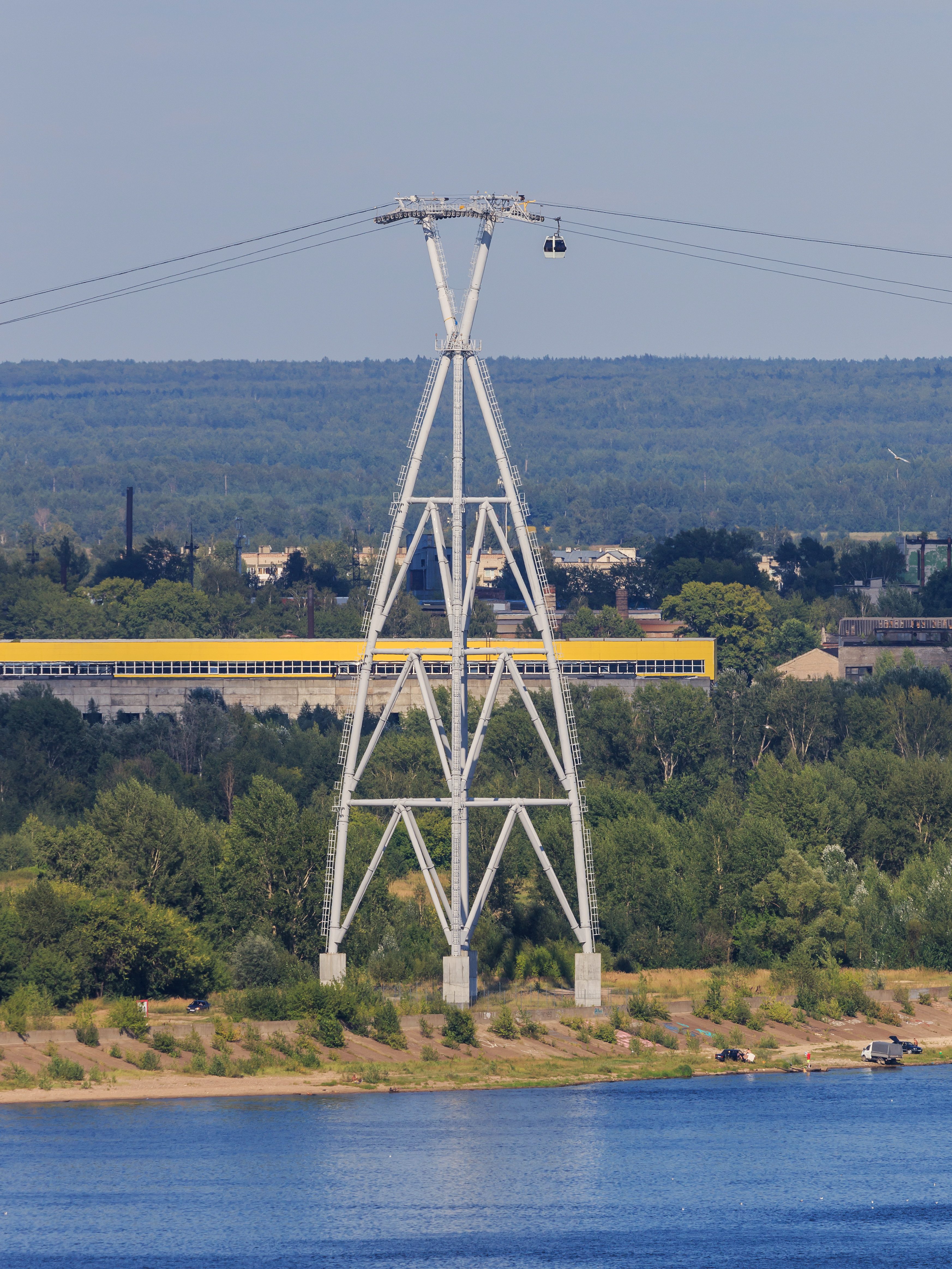
Stütze am Wolga-Ufer Bor

| Name                     | Lage                            |
| ------------------------ | ------------------------------- |
| Station Nischni Nowgorod | 56° 19′ 25,3″ N, 44° 2′ 21,5″ O |
| Stütze 01                | 56° 19′ 36,6″ N, 44° 2′ 29,4″ O |
| Stütze 02                | 56° 19′ 47,2″ N, 44° 2′ 37,3″ O |
| Stütze 03 (82m)          | 56° 20′ 1,1″ N, 44° 2′ 47,3″ O  |
| Stütze 04 (82m)          | 56° 20′ 27,4″ N, 44° 3′ 6,2″ O  |
| Stütze 05                | 56° 20′ 36,8″ N, 44° 3′ 13″ O   |
| Stütze 06                | 56° 20′ 48,2″ N, 44° 3′ 21,3″ O |
| Stütze 07                | 56° 20′ 59,2″ N, 44° 3′ 29,2″ O |
| Stütze 08                | 56° 21′ 9,5″ N, 44° 3′ 36,5″ O  |
| Station Bor              | 56° 21′ 15,1″ N, 44° 3′ 40″ O   |